# Mónica Baltodano
Mónica Baltodano Marcenaro (1954- ) es una guerrillera, revolucionaria y política nicaragüense que participó de manera destacada desde 1974 hasta  la etapa insurreccional de la ofensiva final de 1978-1979 contra la dictadura somocista.
Fue dirigente del disidente Movimiento por el Rescate del Sandinismo (MPRS) y diputada en el periodo 2007-2011 en la Asamblea Nacional de Nicaragua.

## Biografía
Nacida el 14 de agosto de 1954 en la ciudad de León en el departamento del mismo nombre en Nicaragua. Es la tercera de una prole de 10 hijos procreados en el matrimonio de Roberto Baltodano Lacayo  y Zulema Marcenaro, ambos de origen proletario que llegan a constituir una familia de clase media.
Estudia primaria y secundaria en el colegio Pureza de María en León, donde se bachillera en 1971. Estudia el curso básico y dos años de Biología en la Universidad Nacional Autónoma de Nicaragua, estudios que abandona cuando pasa a la clandestinidad en 1974.
Obtuvo una licenciatura en ciencias sociales en la UNAN Managua y una maestría en Derecho Municipal de la Universidad de Barcelona, España. 
Como especialista en temas municipales y participación ciudadana, ha impartido innumerables seminarios, talleres y conferencias, y ha participado en espacios nacionales e internacionales. Posteriormente ha destacado en su labor de historiadora, en particular sobre la lucha del pueblo nicaragüenses y el FSLN contra la dictadura somocista. 
Es madre de cuatro hijos: Pancasan, Sofana, Mónica Augusta y Umanzor. Su compañero de vida es Julio López Campos.

## Etapa guerrillera
Inicia su militancia revolucionaria a la edad de 15 años en el movimiento estudiantil en 1969 integrándose a la organización de los barrios marginales.
En 1972 ingresa en el Frente Sandinista de Liberación Nacional. En 1974 pasa a la lucha clandestina sandinista como responsable político-militar urbana en el norte del país (Nueva Segovia, Madriz y Estelí). Forma parte de la tendencia Guerra Popular Prolongada (GPP).
Sufre prisión y tortura en 1977. Al recuperar la libertad integra el Estado Mayor del Frente Interno que dirige la Insurrección de Managua, el Repliegue táctico hacia Masaya, y la toma de las ciudades de Jinotepe y Granada.
En 1979, después de la victoria popular del 19 de julio, recibe el grado honorífico de Comandante Guerrillera.

## Etapa política
En 1986 fue condecorada con la Orden Carlos Fonseca, la máxima distinción otorgada por el FSLN a las personalidades nacionales y extranjeras que se han destacado en la lucha revolucionaria.
Durante el gobierno revolucionario fue designada como Viceministra de la Presidencia y Ministra de Asuntos Regionales en los años 1982-1990. Estuvo a cargo de los procesos de descentralización y fortalecimiento de los municipios nicaragüenses, proceso que incluyó la Ley de Municipios (Ley n.º 40).
En 1990 es electa Concejala en la Alcaldía de Managua y se destaca por su lucha contra la corrupción y el juicio contra el entonces alcalde Arnoldo Alemán. Ese mismo año fue elegida Presidenta de la Fundación para la Promoción y el Desarrollo Municipal Popol Na.
En 1994 es electa a la Dirección Nacional del FSLN y responsable de Organización. 
En 1997 resulta elegida como Diputada del FSLN en la Asamblea Nacional y desde su cargo rechazó el Pacto de Daniel Ortega, con Arnoldo Alemán, y la derechización y corrupción en la conducción de su partido.
Por sus posiciones críticas fue excluida de todos los órganos del FSLN. Se dedicó a impulsar nuevos movimientos sociales en Nicaragua manteniendo una crítica abierta al neoliberalismo, a las privatizaciones y a los tratados de Libre Comercio CAFTA (TLC CA-USA).
En el año 2005 se integra a la conducción del Movimiento por el Rescate del Sandinismo (RESCATE) como una fuerza alternativa de izquierda. En coalición con el Partido Movimiento Renovador Sandinista (MRS), partido centroizquierdista participan en el proceso electoral llevando como candidato a presidente a  Herty Lewites. Al fallecer éste poco antes del inicio de la campaña, asume  Edmundo Jarquín, exfuncionario del BID. En esas elecciones  2006 resulta como diputada  de la Alianza MRS.  En 2008 el Partido MRS es despojado de su personería jurídica, razón por la que optaron respaldar candidaturas del Partido Liberal Constitucionalista (PLC) en varios municipios. Mónica y una parte del Rescate del Sandinismo deciden separarse de esta alianza llamando al Voto Nulo. En las elecciones presidenciales del 2011 repudia la postulación presidencial  inconstitucional de Daniel Ortega.  Mantiene un discurso de oposición contra el régimen Ortega-Murillo cuestionando no solo la deriva autoritaria sino también el pacto con el cardenal Miguel Obando, con el gran capital y su derechización misógina
Mónica Baltodano forma parte de la oposición al gobierno del FSLN conjugando en un lenguaje de izquierda un activismo contra el gobierno a quien califica de orteguismo en contraposición con las propuestas originales del Frente sandinista. Por ello la Fundación Popol Nah, que ella fundó en 1990, apoyó al Movimiento Campesino Anticanal y a los liderazgos como el de Francisca Ramírez que se opusieron a la concesión para construir un canal interoceánico por Nicaragua, afectando el Gran Lago de Nicaragua y las propiedades de más de 180 mil  familias campesina. (Ley 840) 
Baltodano fue una de varias mujeres del FSLN que aparecen en el documental de 2018 ¡Las Sandinistas!. Participó apoyando las protestas del año 2018. contra la reforma de la seguridad social, y en diciembre del 2018 Popol Na, fue ilegalizada, invadida militarmente y sus bienes apropiados por el gobierno. Mónica y varios familiares son beneficiarios de Medidas Cautelares de la CIDH desde entonces. Se exilió en Costa Rica en 2021 a raíz de las detenciones de candidatos presidenciales y líderes políticos y sociales que arreciaron en junio de 2021.
En marzo de 2022, estuvo entre las 151 feministas internacionales que firmaron Resistencia feminista Anti-guerra: un manifiesto, en solidaridad con la Resistencia Feminista Antiguerra iniciada por feministas rusas después de la invasión rusa de Ucrania.
En febrero del 2023 fue declarada por el régimen de Ortega como "traidora a la patria" junto a otros 93 ciudadanos entre ellos su esposo Julio López Campos y su hija Mónica López Baltodano. Además de ser desnacionalizados, sus bienes fueron confiscados y  despojados de su pensión de jubilación.
En la actualidad  Mónica sigue haciendo investigación histórica, trabajo de incidencia entre las izquierdas, y escribiendo ensayos y artículos para medios de información y opinión nacional e internacional.

## Obras
- Democratizar la Democracia. El desafío de la participación ciudadana. 2002
- Sandinismo, pactos, democracia y cambio revolucionario. Contribuciones al Pensamiento Político de la izquierda nicaragüense. 2009 (en conmemoración al 75 aniversario del asesinato del General Augusto C. Sandino)
- Memorias de la Lucha Sandinista. 3 tomos. 2010 Volumen I De la forja de la vanguardia a la montaña Volumen II El Crisol de las insurrecciones: Las Segovias, Managua, León  Volumen III El camino a la unidad y al triunfo: Chinandega, Frente Sur, Masaya y la toma del Búnker  Memorias de la Lucha Sandinista Volumen IV  (2012) Rebeldía e insurrección en el Departamento de Carazo